# Emu Bay Railway classe 10
```

```

La  Emu Bay Railway classe 10  est une  locomotive diesel-hydraulique construite par Walkers Limited, de Maryborough, Australie pour le chemin de fer Emu Bay Railway entre 1963 et 1966.

## Historique
Vers la fin des années 1950, Emu Bay Railway cherche des locomotives Diesel en remplacement des locomotives à vapeur. Après les expériences positives à la suite de la livraison d'une unité unique de classe 21 en 1953, le chemin de fer songe commander des locomotives de la firme Tuloch de New South Wales, mais le 17 août 1963, Emu Bay Railway a pris livraison de trois locomotives diesel-hydrauliques de classe 10 en provenance de la firme Walkers Limited.
Un quatrième unité sera assemblé à partir de pièces de rechange en main dans les ateliers de Launceston des chemins de fer du gouvernement de Tasmanie en avril 1966. En 1969/70, l'appareillage de commande pneumatique a été remplacé par un équipement électropneumatique pour permettre à la classe de fonctionner en multiple avec la Emu Bay Railway classe 11 (successeur et développement technique de la classe 10 ). Entre 1980 et 1992, les quatre classe 10 ont été remotorisés avec des moteurs Caterpillar D398B, tels qu’utilisés sur la classe 11 ,,.
À la suite de la livraison des dix unités de classe 11, les quatre classe 10 ont été équipées comme unités esclaves utilisées en opération multiple .

## Fin de la ligne et préservation
Toutes les quatre unités ont été inclus dans la vente d'avril 1998 du chemin de fer d'Emu Bay au Réseau de transport australien. À la suite de la fermeture de la mine Hellyer en juin 2000, tous ont été stockés et seront dirigés en 2001 à des organisations de préservation ,. L'unité numéro 1001 se retrouve au Walhalla Goldfields Railway de Victoria, numéro 1002 se retrouve au Don River Railway de Devonport et les unités 1003 et 1004 se trouvent au Zig Zag Railway de New South Wales .